# Chobanin (gromada)
Chobanin – dawna gromada, czyli najmniejsza jednostka podziału terytorialnego Polskiej Rzeczypospolitej Ludowej w latach 1954–1972.
Gromady, z gromadzkimi radami narodowymi (GRN) jako organami władzy najniższego stopnia na wsi, funkcjonowały od reformy reorganizującej administrację wiejską przeprowadzonej jesienią 1954 do momentu ich zniesienia z dniem 1 stycznia 1973, tym samym wypierając organizację gminną w latach 1954–1972.
Gromadę Chobanin siedzibą GRN w Chobaninie utworzono 31 grudnia 1959 w powiecie wieruszowskim w woj. łódzkim z obszaru zniesionych gromad Ochędzyn (bez wsi i kolonii Kopaniny) i Pieczyska.
W 1961 roku (styczeń) gromadzka rada narodowa składała się z 23 członków.
1 stycznia 1970 do gromady Chobanin z miasta Wieruszów przyłączono grunty orne o powierzchni 98,14 ha, położone we wschodniej części miasta, oraz grunty orne o powierzchni 274,46 ha, położone w południowej części miasta.
Gromada przetrwała do końca 1972 roku, czyli do kolejnej reformy gminnej.